# Psychotria grandiflora
Psychotria grandiflora är en måreväxtart som beskrevs av Horace Mann. Psychotria grandiflora ingår i släktet Psychotria och familjen måreväxter. Inga underarter finns listade i Catalogue of Life.